# Bir zamanlar Anadolu'da
Bir zamanlar Anadolu'da (Engels: Once Upon a Time in Anatolia) is een Turkse dramafilm uit 2011 onder regie van Nuri Bilge Ceylan.

## Verhaal
Een arts en een openbaar aanklager worden gedwongen om samen een tocht door de steppen van Anatolië te maken. Die tocht is vergelijkbaar met het leven in een klein dorp. Ze hebben het gevoel dat er achter elke heuvel een nieuw gevaar loert, maar hun reis blijft altijd even monotoon.

## Rolverdeling
- Muhammet Uzuner: Dr. Cemal
- Yılmaz Erdoğan: Naci
- Taner Birsel: Nusret
- Ahmet Mümtaz Taylan: Arap Ali
- Fırat Tanış: Kenan
- Ercan Kesal: Muhtar
- Cansu Demirci: Cemile
- Erol Eraslan: Yaşar
- Uğur Arslanoğlu: Tevfik
- Murat Kılıç: İzzet
- Şafak Karali: Abidin
- Emre Şen: Önder
- Burhan Yıldız: Verdachte
- Nihan Okutucu: Gülnaz